# 1938

## Події
- 10 квітня — відбувся референдум, під час якого 99,73 % австрійців підтримали приєднання Австрійської республіки до Третього Рейху.
- 17 квітня — радянська влада розстріляла найкращих представників кримськотатарської інтелігенції.
- 12 червня — в Німеччині почався «тиждень циганської чистки». В містах Німеччини заарештовувалися чоловіки циганської, єврейської національностей й відсилалися до концтаборів для роботи.
- 20 червня — між Польщею і Ватиканом укладено додатковий договір до Конкордату 1925 р.,[1] після чого було знищено та закрито понад 100 православних церков Холмщини та Підляшшя[2]
- 16 липня — біля м. Ваймару (Німеччина) відкрився концтабір Бухенвальд.
- 6 липня — у Франції відбулася конференція, де розглядалося питання стосовно біженців з Німеччини та Австрії. Жодна країна не змогла взяти на себе відповідальність щодо біженців. Конференція виявилася безрезультатною у цьому питанні.
- 17 серпня — уряд Німеччини видав наказ, за яким з 1939 року всі німецькі євреї мусять носити ім'я Сара і Ізраїль (Ісраель), їх паспорти мають мати штамп — червону літеру «J» (Jude — німецькою — єврей).
- 8 жовтня — в Ужгороді створено перший автономний уряд Закарпаття в складі Чехословаччини
- 28 жовтня — 17 тис. польських євреїв заарештовано у Німеччині і відіслано до польського кордону. Польський уряд відмовляється їх прийняти. Вислані залишаються між двома країнами у таборі біженців.
- 7 листопада — німецький дипломат був застрелений в німецький амбасаді в Парижі. Стріляв в нього польський єврей Гершель Гринцпан (Herschel Grynszpan), батьки якого знаходилися у таборі біженців на німецько-польському кордоні.

### Наука
- Винахід ксерографії
- Спійманий один екземпляр целаканта, якого вважали вимерлим ще близько 400 млн років тому.

## Народились
Дивись також Категорія:Народились 1938
- 1 січня — Френк Ланджелла, американський актор.
- 2 січня — Самойленко Анатолій Михайлович — український математик. Від 1978 член-кореспондент, з 1995 академік НАН України. З 1988 директор Інституту математики НАН України.
- 5 січня: 
  - Хуан Карлос I (Juan Carlos), король Іспанії (з 1975 р.).
  - Нгугі Ва Тхіонго, кенійський письменник і драматург лівих поглядів. (пом. в 2025).
- 6 січня: 
  - Челентано Адріано, італійський співак, кіноактор.
  - Шепітько Лариса Юхимівна, український кінорежисер, сценарист.
  - Стус Василь Семенович, український поет.
- 10 січня — Дональд Кнут, інформатик, ідеолог програмування та почесний професор Стенфордського університету.
- 14 січня — Хосокава Моріхіро, японський політик.
- 23 січня: 
  - Марченко Анатолій Тихонович, російський письменник, дисидент.
  - Георг Базеліц, німецький живописець, графік і скульптор, належить до числа найдорожчих сучасних художників.
- 25 січня: 
  - Висоцький Володимир Семенович, російський актор, поет, співак.
  - Етта Джеймс, американська блюзова та R&B співачка. Входить до списку 100 великих артистів всіх часів.
- 28 січня — Жаботинський Леонід Іванович, видатний український спортсмен, важкоатлет.
- 31 січня — Беатрікс Армгард, королева Нідерландів (з 1980 р.).
- 10 лютого — Вайнер Георгій Олександрович, російський письменник.
- 18 лютого — Іштван Сабо, угорський кінорежисер.
- 21 лютого — Толочко Петро, український історик, політик.
- 1 березня — Брондуков Борислав Миколайович, український актор.
- 10 березня — Моргун Володимир Васильович, Герой України, український науковець у галузі генетики та селекції рослин.
- 17 березня — Нурєєв Рудольф, британський балетний танцівник татарського походження.
- 19 березня — Якоб Седерман, перший Європейський омбудсмен, відомий політичний і державний діяч Фінляндії.
- 24 березня — Субіє Налбандова, кримськотатарська телеведуча, педагогиня, авторка першої кримськотатарської дитячої телепередачі.
- 26 березня — Петренко Олексій Васильович, український актор.
- 31 березня — Збруєв Олександр Вікторович, російський актор театру і кіно.
- 4 квітня — Рєзнік Ілля Рахмієльович, російський поет.
- 7 квітня — Фредді Габбард, американський джазовий сурмач.
- 8 квітня — Аннан Кофі, Генеральний секретар ООН.
- 9 квітня — Черномирдін Віктор Степанович, російський політик.
- 15 квітня — Безпалків Роман Михайлович, український живописець. Член Національної спілки художників України.
- 15 квітня — Клаудіа Кардінале, італійська кіноактриса.
- 20 квітня — Еліша Катберт, австралійська спортсменка.
- 28 квітня — Банников Віктор, український футболіст.
- 5 травня — Мерфі Майкл, актор.
- 10 травня — Шостакович Максим Дмитрович, російський композитор.
- 10 травня — Владі Марина, французька кіноакторка, дружина Володимира Висоцького.
- 22 травня — Бенджамін Річард, актор, режисер.
- 28 травня — Джеррі Вест, американський баскетболіст.
- 19 червня — Вахтанг Кікабідзе, грузинський співак, актор.
- 20 червня — Олексій Герман, російський режисер.
- 23 червня — Люсіль Спенн, американська співачка.
- 6 липня — Базилевич Олег, український футболіст, тренер.
- 8 липня — Андрій Мягков, російський актор.
- 8 липня — Танюк Лесь, український письменник, режисер, політик.
- 9 липня — Лія Ахеджакова, російська акторка.
- 13 липня — Мирослав Скорик, видатний український композитор і музикознавець (пом. в 2020).
- 18 липня — Пол Верговен, голландський кінорежисер.
- 20 липня — Вуд Наталі, американська акторка.
- 21 липня — Нані Брегвадзе, грузинська співачка.
- 23 липня — Бахчанян Вагріч Акопович, художник-концептуаліст.
- 28 липня — Альберто Фухіморі, президент Перу (1990—2001).
- 28 липня — Хуань Лікпай, прем'єр-міністр Таїланду (з 1997 р.)
- 6 серпня — Дерев'янко Борис Федорович, український журналіст, сценарист.
- 6 серпня — Ігор Лученок, білоруський композитор. Автор пісень «Алеся», «Лист з сорок п'ятого», «Пам'ять серця», «Зачарована моя», «Віденський вальс».
- 6 серпня — Пол Бартел, американський сценарист, режисер, актор.
- 8 серпня — Щербина Галина Михайлівна, українська художниця.
- 9 серпня — Кучма Леонід Данилович, 2-й Президент України (з 1994 р.).
- 9 серпня — Олександр Омельченко, мер Києва (1999—2006) (пом. в 2021).
- 9 серпня — Род Лейвер, австралійський тенісист.
- 14 серпня — Беата Тишкевич, польська акторка.
- 15 серпня — Мамайсур Борис Сергійович, поет-шістдесятник, член Національної спілки письменників України з 1999 року.
- 25 серпня — Фредерік Форсайт, англійський письменник.
- 2 вересня — Джуліано Джемма, італійський актор.
- 21 вересня — Едуардо Уркуло, іспанський художник і скульптор.
- 22 вересня — Дін Рід, американський співак і актор.
- 23 вересня — Ромі Шнайдер, французька акторка.
- 28 вересня — Голобородько Олександр Олександрович, український актор.
- 3 жовтня — Оле Ентоні, американський священник, релігійний дослідник та сатирик. (пом. в 2021).
- 16 жовтня — Ніко, вокалістка, композитор, автор текстів, акторка.
- 24 жовтня — Венедикт Васильович Єрофеєв, російський письменник.
- 5 листопада — Сесар Менотті, аргентинський футбольний тренер.
- 5 листопада — Джо Дассен, французький естрадний співак.
- 8 листопада — Веклич Володимир Пилипович, український вчений, винахідник тролейбусного поїзда.
- 19 листопада — Тернер Тед, американський бізнесмен, медіамагнат.
- 29 грудня — Джон Войт, американський кіноактор.
- 31 грудня — Паоло Вілладжо, італійський актор.

## Померли
Див. також Категорія:Померли 1938
- 17 січня — Вільям Генрі Пікерінг, американський астроном
- 15 листопада — Андре Блондель, французький фізик, винахідник осцилографа
- 7 червня — Микола Вороний (розстріляний), український письменник, перекладач, поет, режисер, актор
- 29 червня — Мирон Тарнавський, український військовий діяч, генерал-четар та начальний вождь УГА

## Нобелівська премія
- з фізики: Енріко Фермі — «За відкриття перетворень елементів, викликаних взаємодією з нейтронами»
- з хімії: Ріхард Кун — «За його роботу з вивчення каротиноїдів і вітамінів»
- з медицини та фізіології: Корней Гейманс — «За відкриття, пов'язані з процесами біологічного окислення, пов'язаних зокрема з вивченням вітаміну С і каталізу фумарової кислоти»
- з літератури: Перл Бак
- премія миру: Нансенівська міжнародна організація у справах біженців — «За діяльність із надання допомоги беззахисним»